# Elżbieta Pańko
Elżbieta Pańko (ur. w Białymstoku) – polska śpiewaczka operowa (mezzosopran).
Była solistka Teatru Wielkiego – Opery Narodowej w Warszawie. W latach 1982-2009 zaśpiewała tam ponad 700 przedstawień operowych. Laureatka III nagrody Międzynarodowego Konkursu Muzycznego w Genewie (1987) oraz III nagrody Międzynarodowego Konkursu Wokalnego im. Francisco Viñasa w Barcelonie (1990). 

## Wybrane partie operowe
- Dorabella (Così fan tutte, Mozart)
- Flosshilde (Zmierzch bogów, Wagner)
- Jadwiga (Straszny dwór, Moniuszko)
- Polina (Dama pikowa, Czajkowski)
- Rozyna (Cyrulik sewilski, Rossini)
- Zofia (Halka, Moniuszko)